# Brian Fobbs
Brian Fobbs (nacido en  Irondequoit, Nueva York; 17 de febrero de 1998) es un baloncestista estadounidense que pertenece a la plantilla del Dinamo Sassari de la Lega Basket Serie A italiana. Con 1,96 metros de estatura, juega en la posición de escolta.

## Trayectoria deportiva
Es un jugador formado en el Bishop Kearney High School de su ciudad natal, antes de ingresar en 2016 en el Genesee Community College en Batavia, Nueva York, donde juega durante dos temporadas, desde 2016 a 2018.
En 2018, ingresa en la Universidad de Towson, situada en Towson (Maryland), donde jugaría durante dos temporadas la NCAA con los Towson Tigers, desde 2018 a 2020.
Tras no ser drafteado en 2020, el 13 de septiembre de 2021, firma un contrato con el Vilpas Vikings de la Korisliiga.
El 12 de julio de 2022, firma por el Kangoeroes Basket Willebroek de la BNXT League.
En la temporada 2023-24, firma por el Telekom Baskets Bonn de la Basketball Bundesliga de Alemania.
El 19 de junio de 2024 firmó con el Dinamo Sassari de la Lega Basket Serie A italiana.